# Hurricane Chris
Chris Dooley, Jr. (n. 27 februarie 1989, Shreveport, Louisiana, SUA), cunoscut mai bine după numele de scenă Hurricane Chris, este un rapper american din Shreveport, Louisiana.
După succesul local, a debutat cu hit-ul „A Bay Bay”.
În octombrie 2007 apare albumul său de debut "51/50 Ratchet", lansat prin intermediul Polo Grounds / J Records (Sony Music).
În decembrie 2009 apare al 2-lea album al sau "Unleashed", lansat prin intermediul Polo Grounds / J Records (Sony Music).
In martie 2017 apare al treilea album al artistului, intitulat "King Cane", această lansare fiind independentă.

## Discografie

### Albume
- 2007: 51/50 Ratchet
- 2009: Unleashed
- 2017: King Cane

1. ↑  „Hurricane Chris”, Gemeinsame Normdatei, accesat în 19 decembrie 2014